# Antoine Garapon
Antoine Garapon és un Magistrat francès, doctor en Dret i secretari general de l'Institut d'Alts Estudis sobre Justícia (IHEJ) de París.
És membre de la Junta Directiva de l'Associació Spitzer Olga, dedicada a la gestió d'institucions per a nens i adolescents amb dificultats, des de l'any 1993, i posteriorment va exercir com a jutge de menors a Valenciennes (1980-1982) i a Créteil (1983-1990) i, posteriorment, va ser professor de l'Escola Nacional de la Magistratura entre els anys 1990 i 2001.
És editor de la revista Esprit i ha escrit a bastament sobre temàtiques legals, culturals, històriques i polítiques. Dirigeix la col·lecció «Bien commun» a l'editorial Michalon de París i col·labora setmanalment amb la ràdio nacional France-Culture.
És autor de més d'una trentena de llibres, tots ells dedicats al dret i a la justícia. Entre les seves obres més recents destaquen: Imaginer la loi: le droit dans la littérature (Michalon, París, 2008); Juger en Amérique et en France : culture juridique française et common law (O. Jacob, París, 2003); Des crimes qu'on ne peut ni punir ni pardonner : pour une justice internationale (O. Jacob, París, 2002); Et ce sera justice : punir en démocratie (O. Jacob, París, 2001), i Juez y democracia. Una reflexión muy actual (Flor del Viento, 1998).